# Lijst van beschermd erfgoed in Chièvres
Onderstaande tabel geeft een overzicht van de beschermde erfgoederen in de gemeente Chièvres. Het beschermd erfgoed maakt deel uit van het cultureel erfgoed in België.
| Object | Bouwjaar/architect | Deelgemeente      | Adres                              | Coördinaten                   | Nummer?                | Afbeelding                                                                |
| --- | ------------------ | ----------------- | ---------------------------------- | ----------------------------- | ---------------------- | ------------------------------------------------------------------------- |
| Sint-Jan de Doperkapel                                                                                              |                    | Chièvres          | Rue Chapelle                       | 50° 35' 5" NB, 3° 48' 29" OL  | 51014-CLT-0001-01 Info | Sint-Jan de Doperkapel                                                    |
| Herenhuis van Karel van Croÿ, zogenaamd "Kasteel van de graaf van Egmont"                                           | 1560               | Chièvres          | Grand'Place 16-17                  | 50° 35' 16" NB, 3° 48' 29" OL | 51014-CLT-0002-01 Info | Herenhuis van Karel van Croÿ, zogenaamd "Kasteel van de graaf van Egmont" |
| Parochiekerk Sint-Martinus                                                                                          |                    | Chièvres          |                                    | 50° 35' 18" NB, 3° 48' 24" OL | 51014-CLT-0003-01 Info | Parochiekerk Sint-Martinus                                                |
| Toren van Gavre |                    | Chièvres          |                                    | 50° 35' 20" NB, 3° 48' 21" OL | 51014-CLT-0004-01 Info | Toren van Gavre                                                           |
| Segmenten van waterkerende muren, de een 325 m ten zuiden van de toren van Gavre en de andere 145 m naar het oosten |                    |                   |                                    | 50° 35' 14" NB, 3° 48' 19" OL | 51014-CLT-0005-01 Info |                                                                           |
| Kapel de la Ladrerie                                                                                                |                    | Chièvres          | Rue d'Ath 43                       | 50° 35' 50" NB, 3° 48' 5" OL  | 51014-CLT-0006-01 Info | Kapel de la Ladrerie                                                      |
| Versterkt huis |                    | Huissignies       | rue de la Cour, n° 38 et alentours | 50° 33' 35" NB, 3° 44' 41" OL | 51014-CLT-0007-01 Info |                                                                           |
| De Basiliek van Notre-Dame en haar omgeving                                                                         |                    | Tongre-Notre-Dame |                                    | 50° 34' 52" NB, 3° 46' 27" OL | 51014-CLT-0008-01 Info | De Basiliek van Notre-Dame en haar omgeving                               |
| Verdedigingsmuur ten zuiden van de stad, Faubourg Saint-Jean                                                        |                    |                   |                                    | 50° 35' 9" NB, 3° 48' 24" OL  | 51014-CLT-0009-01 Info |                                                                           |